# 김선욱
김선욱(영어: Sunwook Kim, 1988년 4월 22일 ~ )은 대한민국의 피아노 연주자이자 지휘자이다. 서울특별시가 고향이다.
김선욱은 2006년 만 18세의 나이로 라두 루푸, 머레이 페라이어 등을 배출한 리즈 국제 피아노 콩쿠르에서 우승함으로써 세계적인 주목을 받게 되었다.
만 3세 때 처음 피아노를 배우기 시작하였고 예원학교 졸업 후 한국예술종합학교 음악원 기악과에 예술영재로 입학하여 김대진으로부터 교육을 받았으며. 2008년 졸업하였다.
2013년, 영국 왕립음악원(RAM) 지휘과에서 석사학위를 받았다.

## 경력
김선욱은 2006년 리즈 국제 피아노 콩쿠르에서 최연소 우승하였다.
리즈 국제 피아노 콩쿠르 결선 당시 연주한 브람스 피아노 협주곡 1번은 만장일치의 호평을 받았다.
텔레그래프와 타임즈는 당시 리뷰를 통해 "스스로 선택한 곡에 대한 완전한 이해를 보여준 것은 그가 유일했다. 마크 엘더 & 할레 오케스트라와 동등한 위치에서 호흡을 맞춘 연주자도, 와일드하면서도 지적인 연주를 보여준 이도, 길을 가로질러 가서라도 듣고 싶은 이도 그가 유일했다. 시적이면서도 지적인 짜릿함이 섞인 느린 악장은 앞으로 그가 가장 많은 가능성을 지닌 아티스트임을 보여주는 증거이며 그의 승리는, 굳이 따질 필요 없는 완벽한 것이었다.",
"김선욱은 각각의 프레이즈와 화음을 매우 충실한 브람스적인 방법으로 해석하는 음악적 성숙함을 보여주었다. 그는 우승을 했고, 할 만 했다."라고 극찬했다.
2007년 런던 필하모닉과 협연을 통해 세계적 클래식 매니지먼트 아스코나스 홀트(Askonas Holt)에 발탁되어 전속 계약을 체결하고 2008년 영국 런던으로 이주하였다.
이후 런던 심포니 오케스트라(지휘자 존 엘리엇 가디너, 다니엘 하딩), 필하모니아 오케스트라(지휘자 블라디미르 아슈케나지, 유라이 발추하, 에드워드 가드너), 로열 콘세르트헤바우(지휘자 정명훈), 할레 오케스트라, 베를린 방송 교향악단(지휘자 마렉 야노프스키), NHK 심포니(지휘자 카를 하인츠 슈테펜스), 도쿄 필하모닉, 함부르크 NDR 심포니, 핀란드 방송 교향악단, 라디오 프랑스 필하모니 등과 협연하였고, 2013년 여름 본머스 심포니 오케스트라(지휘자 키릴 카라비츠)와 세계적인 음악 축제인 BBC Proms 데뷔를 치렀다.
2012년부터 2013년까지 베토벤 피아노 소나타 전곡을 작품번호 순서대로 8회에 걸쳐 완주했다.
2015년 3월 한국인 최초로 런던 사우스뱅크 센터(Southbank Centre)가 주관한 ‘인터내셔널 피아노 시리즈’에 초청받아 퀸 엘리자베스 홀에서 독주회를 가졌다.

## 수상 경력
- 1998년 음연 피아노 콩쿠르 1위
- 1998년 틴에이저 피아노 콩쿠르 1위
- 1998년 음악교육신문사 콩쿠르 피아노 전체 대상
- 1999년 삼익 벡스타인 피아노 콩쿠르 1위
- 2000년 이화경향음악콩쿠르 1위
- 2004년 독일 에틀링겐 국제 피아노 콩쿠르 시니어 부문 1위
- 2005년 클라라 하스킬 국제 피아노 콩쿠르 우승
- 2006년 영국 리즈 국제 피아노 콩쿠르 최연소 우승
- 2006년 금호음악인상
- 2009년 오늘의 젊은 예술가상 음악부문상
- 2015년 제9회 대원음악상 연주상